# OCTA+
OCTA+ is een Belgisch energiebedrijf, dat zijn hoofdkantoor heeft in Vilvoorde. Het bedrijf levert elektriciteit, aardgas, brandstof en huisbrandolie aan meer dan 100.000 klanten. De onderneming is in handen van de Brusselse familie Rigo en de Vlaamse familie Brouw.
OCTA+ produceert zelf geen energie, maar koopt deze aan in België en vlak over de grens. 

## Kerncijfers
- Verdeling van meer dan 500 miljoen liter brandstof en huisbrandolie per jaar
- 2 distributiecentra in Vilvoorde en Mariembourg (Couvin)
- Marktaandeel Vlaanderen elektriciteit (april 2012): 0,29%[1]
- Marktaandeel Vlaanderen aardgas (april 2012): 0,31%[2]

## Geschiedenis
De geschiedenis van het merk OCTA+ gaat terug tot in 1881, toen de firma Becquevort werd opgericht. François Becquevort hield zich aanvankelijk bezig met huisvuilophaling, maar na korte tijd besloot hij zich toe te leggen op steenkooldistributie. 
In 1945 nam Gérard Rigo de zaak over en ligt zich toe op de verdeling van stookolie. In 1986 werd het eerste tankstation geopend en in 1995 volgde de naamsverandering naar OCTA+ voor de inmiddels 52 stations. De belangrijkste fusie vond plaats in 2000. De 115 Burmah tankstations komen in handen van OCTA+. Om het netwerk aan tankstations in België te vergroten volgt in 2002 een partnership met AVIA en Power. In 2006 werden 7 Missil tankstations in Wallonië overgenomen. In 2008 volgde een partnership met Texaco. In juli 2018 verkocht Octa+ zijn netwerk van tankstations aan Maes brandstoffen.
Op vlak van stookolie is de overname van het Patigny distributiecentrum in Couvin in 2006 het belangrijkste wapenfeit. In 2010 besliste OCTA+ om ook groene elektriciteit en aardgas aan te bieden in de drie gewesten.
Agip (Eni) · Aral · Argos Oil · AVIA · BP · Esso · Gulf Oil · IQ-Diskont · JET · LUKoil · MOL · OCTA+ · OK Nederland · OMV · Orlen · Q8 · Repsol · Shell · Statoil · Tamoil · Texaco · Total

Onbemande tankstations in België en Nederland: AVIA Xpress · amiGo · DATS 24 · Esso Express · Firezone · OK Express · Q8 Easy · Shell Express · Tamoil Express · Tango · Tinq · Total Express